# Medusozoa
Medusozoa là một phân ngành của ngành Cnidaria. Nghĩa của từ Medusozoa là sứa (Tiếng Hy Lạp: μέδουσα; phiên âm: médousa). Đặc điểm chung của các loài thuộc Medusozoa là có khả năng di chuyển và sống độc lập, dị dưỡng trong ngành Cridaria.
Trong phân ngành Medusozoa, người ta phân nhỏ hơn thành các lớp: Sứa hộp (Cubozoa), thủy tức (Hydrozoa), sứa có cuống (Staurozoa), Polypodiozoa và sứa thông thường (Scyphozoa). Medusozoa được phân biệt là có giai đoạn medusa trong vòng đời thông thường rất phức tạp của chúng, một medusa điển hình có cơ thể hình dù với các tua châm xung quanh phần gờ. Ngoại trừ một số loài thủy tức (Hydrozoa) và Polypodiozoa, tất cả đều có tên gọi thông thường chung là sứa trong giai đoạn medusa bơi lội tự do của chúng.

## Phân loại
Ngành Cnidaria được nhiều người chấp nhận là đơn ngành và bao gồm hai nhánh, Anthozoa và Medusozoa. Anthozoa bao gồm các phân lớp Hexacorallia (san hô cứng) và Octocorallia (san hô mềm), cũng như Ceriantharia (hải quỳ sống trong ống). Có sự ủng hộ mạnh mẽ đối với nhóm này là những sinh vật đầu tiên tách ra khỏi dòng dõi tổ tiên.
Phân ngành Medusozoa bao gồm các lớp Staurozoa, Cubozoa, Scyphozoa và Hydrozoa, nhưng mối quan hệ giữa các lớp này là không rõ ràng. Phân tích bằng cách sử dụng các tiểu đơn vị RNA ribosome cho thấy rằng trong Medusozoa, Staurozoa là nhóm đầu tiên rẽ ra, với Cubozoa và Scyphozoa tạo thành một nhánh, một nhóm chị-em với Hydrozoa. Nghiên cứu sâu hơn liên quan đến trật tự các gen ti thể ủng hộ quan điểm này, và việc chúng sở hữu các bộ gen ti thể tuyến tính là bằng chứng nổi bật về tính đơn ngành của Medusozoa.
Các thuộc tính của lớp Polypodiozoa, chứa một loài đơn lẻ Polypodium hydriforme, từ lâu vẫn chưa rõ ràng. Loài này là động vật nội ký sinh trứng cá tầm và các loài tương tự, có vòng đời đặc biệt. Theo truyền thống, nó được coi là một loài thích ty bào vì sở hữu các tế bào châm, nhưng các nghiên cứu phân tử sử dụng trình tự 18S rDNA đã đặt nó gần với Myxozoa hơn. Các nghiên cứu sâu hơn liên quan đến trình tự 28S rDNA cho thấy rằng nó là một phần của nhánh thủy tức Leptothecata, hoặc là một đơn vị phân loại chị-em với Hydrozoa, và không gộp nhóm với Myxozoa.

## Đặc điểm
Medusozoa khác với Anthozoa ở chỗ có một giai đoạn medusa trong vòng đời của chúng. Hình thái cơ bản là medusa (thường là giai đoạn trưởng thành hoặc giai đoạn hữu tính) - ấu trùng planula polyp - medusa. Đối xứng là mẫu 4, với các bộ phận bằng 4 hoặc bội số của 4.  Các phân tử DNA ti thể có dạng thẳng chứ không phải dạng tròn như ở Anthozoa và hầu hết các loài động vật khác. Cnidae, các tế bào nổ đặc trưng của Cnidaria, được sử dụng để bắt con mồi và phòng thủ, thuộc loại duy nhất, là tế bào châm (nematocyst) nhưng không có tế bào xoắn (spirocyst) hoặc tế bào gập (ptychocyst). Ngược lại, vòng đời của Anthozoa liên quan đến một ấu trùng planula định cư và trở thành polyp không cuống, là giai đoạn trưởng thành hoặc sinh dục.